# Чабаненко Іван Іванович
Іва́н Іва́нович Чабане́нко (4 (17) грудня 1900, Чигирин — 30 травня 1972, Київ) — український радянський актор, режисер і педагог, професор, ректор Київського інституту театрального мистецтва. Заслужений діяч мистецтв УРСР.

## Біографія
Народився 4 (17 грудня) 1900 року у місті Чигирині (тепер Черкаської області). В 1930 році закінчив Київський музично-драматичний інститут імені М. Лисенка і в ньому з 1931 року викладав.
У 1930–1932 роках працював режисером у театрі імені М. Заньковецької в Запоріжжі, а у 1932–1933 роках — у Київському театрі робітничої молоді.
Член ВКП (б) з 1942 року. У 1937–1965 роках — на педагогічній роботі в Київському інституті театрального мистецтва (з 1961 професор; у 1937–1945 і 1961–1965 його ректор).
З 1944 до 1945 рік — в.о. відповідального редактора газети «Радянське мистецтво».
До липня 1951 року — заступник голови Комітету в справах мистецтв при РМ УРСР.
До листопада 1956 року — відповідальний редактор журналу «Мистецтво».
З листопада 1956 до червня 1961 року — заступник міністра культури Української РСР.
У серпні 1959 року керував урядовою делегацією УРСР на урочистому відкритті пам'ятника Т. Г. Шевченку в Орську.

Могила Івана Чабаненка

Помер 30 травня 1972 року. Похований в Києві на Байковому кладовищі (ділянка № 1).

## Творчість
Зіграв ролі:
- Циган («Комуна в степах» М. Куліша);
- Дилда («Голос надр» В. Білль-Білоцерковського).

Поставив вистави:
- «Отелло» В. Шекспіра;
- «Шельменко-денщик» Г. Квітки-Основ'яненка;
- «Невідомі солдати» Л. Первомайського.

Автор п'єси «Горе намучить, горе і научить» (1943) і книги «Записки театрального педагога» (1980).

## Відзнаки
Заслужений діяч мистецтв УРСР (з 1948 року).
Нагороджений орденами Жовтневої Революції, Трудового Червоного Прапора, медалями.